# Giuseppe Mani
Giuseppe Mani (ur. 21 czerwca 1936  w Rufini) – włoski duchowny rzymskokatolicki, emerytowany arcybiskup Cagliari.
Święcenia prezbiteratu przyjął 12 marca 1960 i został inkardynowany do diecezji Fiesole. W ramach współpracy z włoskim ordynariatem polowym pełnił funkcję kierownika duchowego w seminarium duchownym. W międzyczasie kontynuował studia na Papieskim Uniwersytecie Laterańskim. W 1968 został mianowany kierownikiem duchowym rzymskiego niższego seminarium duchownego, zaś w 1970 - wyższego. Od 1978 pełnił funkcję rektora wyższego seminarium diecezji rzymskiej.
29 października 1987 został mianowany biskupem tytularnym Zaba i pomocniczym diecezji rzymskiej. Sakrę przyjął 7 grudnia tegoż roku z rąk ówczesnego wikariusza generalnego Rzymu, kardynała Ugo Polettiego. W 1996 został mianowany ordynariuszem polowym i wyniesiony do godności arcybiskupa tytularnego. 20 czerwca 2003 został mianowany arcybiskupem metropolitą Cagliari. Ingres odbył 6 września tegoż roku. 25 lutego 2012 Benedykt XVI przyjął jego rezygnację z urzędu złożoną w związku z osiągnięciem wieku emerytalnego.